# Ronde van Frankrijk 2021/Veertiende etappe
De veertiende etappe van de Ronde van Frankrijk 2021 werd verreden op 10 juli met start in Carcassonne en finish in Quillan.

## Verloop
In het begin van de etappe waren er vele ontsnappingspogingen die niet tot veel leidden. De eerste die echt wegreed was Kristian Sbaragli. Hij kreeg later Maxime Chevalier, Anthony Turgis, Toms Skujiņš en Jonas Rickaert mee, maar ze kregen nooit veel voorsprong en bij de tussensprint werden ze weer ingerekend. Wout Poels en Mattia Cattaneo gingen vervolgens in de aanval op de Col de Montségur. Ze kregen Michael Woods en met zich mee, gevolgd door elf andere renners. Poels en Woods bevochten elkaar voor de punten voor de bergprijs. 
Met nog 40 kilometer te rijden ontsnapte Bauke Mollema uit de kopgroep en vergrootte zijn voorsprong langzaam tot over één minuut. In de laatste beklimming, de Col de Saint-Louis, viel de kopgroep achter Mollema uit elkaar, waarbij Sergio Higuita, Cataneo, Woods en Patrick Konrad vooraan overbleven. In het peloton werd gereden om de voorsprong van Guillaume Martin, die in de top tien van het algemeen klassement stond en ook in de kopgroep zat te verkleinen. In de afdaling naar de finish wist Mollema zijn voorsprong van één minuut vast te houden.

## Uitslag
| Carcassonne – Quillan (183,7 km) |                 |                                    |          |
| Plaats                           | Naam            | Ploeg                              | Tijd     |
| 1                                | Bauke Mollema   | Trek-Segafredo                     | 4u16'16" |
| 2                                | Patrick Konrad  | BORA-hansgrohe                     | + 1'04"  |
| 3                                | Sergio Higuita  | EF Education-Nippo                 | z.t.     |
| 4                                | Mattia Cattaneo | Deceuninck–Quick-Step              | + 1'06"  |
| 5                                | Michael Woods   | Israel Start-Up Nation             | + 1'10"  |
| 6                                | Omar Fraile     | Astana-Premier Tech                | + 1'25"  |
| 7                                | Élie Gesbert    | Arkéa Samsic                       | z.t.     |
| 8                                | Quentin Pacher  | B&B Hotels p/b KTM                 | z.t.     |
| 9                                | Louis Meintjes  | Intermarché-Wanty-Gobert Matériaux | + 1'26"  |
| 10                               | Esteban Chaves  | Team BikeExchange                  | + 1'28"  |
|                                  |                 |                                    |          |
| 23                               | Jasper Stuyven  | Trek-Segafredo                     | + 6'53"  |

| Algemeen klassement |                   |                       |           |
| Plaats              | Naam              | Ploeg                 | Tijd      |
| Gele trui           | Tadej Pogačar     | UAE Team Emirates     | 56u50'21" |
| 2                   | Guillaume Martin  | Cofidis               | + 4'04"   |
| 3                   | Rigoberto Urán    | EF Education-Nippo    | + 5'18"   |
| 4                   | Jonas Vingegaard  | Team Jumbo-Visma      | + 5'32"   |
| 5                   | Richard Carapaz   | INEOS Grenadiers      | + 5'33"   |
| 6                   | Ben O'Connor      | AG2R-Citroën          | + 5'58"   |
| 7                   | Wilco Kelderman   | BORA-hansgrohe        | + 6'16"   |
| 8                   | Aleksej Loetsenko | Astana-Premier Tech   | + 6'30"   |
| 9                   | Enric Mas         | Movistar Team         | + 7'11"   |
| 10                  | Mattia Cattaneo   | Deceuninck–Quick-Step | + 9'48"   |
|                     |                   |                       |           |
| 16                  | Wout van Aert     | Team Jumbo-Visma      | + 31'43"  |

## Nevenklassementen
| Puntenklassement |                  |                       |        |
| Plaats           | Naam             | Ploeg                 | Punten |
| Groene trui      | Mark Cavendish   | Deceuninck–Quick-Step | 279    |
| 2                | Michael Matthews | Team BikeExchange     | 187    |
| 3                | Jasper Philipsen | Alpecin-Fenix         | 174    |

| Bergklassement |                |                        |        |
| Plaats         | Naam           | Ploeg                  | Punten |
| Bolletjestrui  | Michael Woods  | Israel Start-Up Nation | 54     |
| 2              | Nairo Quintana | Arkéa-Samsic           | 50     |
| 3              | Wout Poels     | Bahrain-Victorious     | 49     |

| Jongerenklassement |                        |                   |           |
| Plaats             | Naam                   | Ploeg             | Tijd      |
| Witte trui         | Tadej Pogačar          | UAE Team Emirates | 56u50'21" |
| 2                  | Jonas Vingegaard       | Team Jumbo-Visma  | + 5'32"   |
| 3                  | Aurélien Paret-Peintre | AG2R-Citroën      | + 24'44"  |

| Ploegenklassement |                    |            |
| Plaats            | Ploeg              | Tijd       |
|                   | Bahrain-Victorious | 171u22'59" |
| 2                 | EF Education-Nippo | + 13'19"   |
| 3                 | AG2R-Citroën       | + 16'21"   |
| 4                 | INEOS Grenadiers   | + 20'48"   |
| 5                 | BORA-hansgrohe     | + 27'03"   |

## Opgaves
- Warren Barguil (Arkéa Samsic): Niet gestart vanwege de gevolgen van valpartijen
- Søren Kragh Andersen (Team DSM): Niet gestart vanwege een mogelijke hersenschudding

1e etappe ·
2e etappe ·
3e etappe ·
4e etappe ·
5e etappe ·
6e etappe ·
7e etappe ·
8e etappe ·
9e etappe ·
10e etappe ·
11e etappe ·
12e etappe ·
13e etappe ·
14e etappe ·
15e etappe ·
16e etappe ·
17e etappe ·
18e etappe ·
19e etappe ·
20e etappe ·
21e etappe
Startlijst · Eindstanden · Afbeeldingen